# Cachiyacuy
Cachiyacuy es un género extinto de caviomorfos que vivió en el Eoceno Medio hace 41 millones de años en lo que ahora es Sudamérica. Consta de dos especies: la especie tipo C. contamanensis y C. kummeli; ambas fueron descritas por Antoine y colaboradores en 2011.
Los restos fósiles se encontraron en la zona superior de la Formación Yahuarango (que data del Luteciense superior), en la Amazonia en las inmediaciones del río Ucayali, Perú. Junto a ellos también apareció el roedor Canaanimys maquiensis. Ambos géneros parecen ser los más antiguos roedores de Sudamérica; C. contamanensis tenía el tamaño de una rata pequeña y las otras dos especies el tamaño de un ratón de campo.

## Etimología
Contracción de Cachiyacu (Río Local) y cuy, Quechua para conejillo de indias.